# Salsi (Burkina Faso)
Pour les articles homonymes, voir Salsi.
Salsi est une localité située dans le département de Nako de la province du Poni dans la région Sud-Ouest au Burkina Faso.

## Géographie
Salsi est situé à une dizaine de kilomètres au sud-est de Nako, le chef-lieu du département, et à 3 km à l'ouest du Mouhoun qui marque la frontière avec le Ghana.

## Santé et éducation
Le centre de soins le plus proche de Salsi est le centre de santé et de promotion sociale (CSPS) de Nako tandis que le centre hospitalier régional (CHR) de la province se trouve à Gaoua.